# 梅蘭菊竹
《梅蘭菊竹》，是1968年發行的香港電影，由志聯影業出品，陳寶珠、呂奇、薛家燕、沈殿霞、呂珊及孟莉領銜主演。導演黃堯，監製關志剛。

## 演員表
- 陳寶珠 飾 方玉蘭
- 呂奇 飾 周偉才
- 薛家燕 飾 方玉菊
- 沈殿霞 飾 方玉梅
- 呂珊 飾 方玉竹
- 高魯泉 飾 方大登
- 孟莉 飾 露露
- 羅蘭 飾 彩
- 俞明
- 黎雯 飾 方夫人
- 馬笑英
- 朱由高
- 肥叔叔

## 外部連結
- 香港影庫上《梅蘭菊竹》的資料（繁體中文）
- 豆瓣电影上《梅蘭菊竹》的資料 （简体中文）
- 互联网电影数据库（IMDb）上《梅蘭菊竹》的资料（英文）